# San Marco Group
San Marco Group S.p.A. è un’azienda italiana fondata da Pietro Tamburini nel 1937 a Treviso, e opera nel campo delle pitture e vernici per l’edilizia e l’industria professionale. 
Il gruppo è composto attualmente da 7 siti produttivi e commercializza 7 diversi brand: San Marco, Novacolor, ABC, Eurobeton, Eurocolori e Tjæralin.

## Storia

### Le origini
La società nasce nel 1937 quando Pietro Tamburini decide di aprire a Treviso un magazzino per la vendita di polveri e materie prime per la verniciatura. Il magazzino si trasferirà poi a Mogliano Veneto solo dopo la fine della Seconda guerra mondiale.
Nel 1962 l’azienda passa alla figlia di Pietro, Alessandrina Tamburini, una delle prime donne a laurearsi in Scienze Economiche e Commerciali all’Ateneo Ca’ Foscari, la quale darà alla società un approccio più industriale. Lo stesso anno viene fondato il Colorificio San Marco, che prende il nome in onore della città di Venezia. 
Nel giro di pochi anni l'azienda trasferisce la sua sede a Marcon, dove si amplia ulteriormente e per aumentare gli spazi di produzione. 
Gli anni ’70 furono un periodo di crescita e sviluppo per San Marco Group: nel 1962 venne registrato il marchio del leone stilizzato, rosso su sfondo bianco. Pochi anni dopo, l’azienda diventò una società per azioni. 
Poco più avanti, anche Federico Geremia, figlio della fondatrice Alessandrina Tamburini, entra in azienda.

### Lo sviluppo: terza generazione
L’arrivo di Federico Geremia segna l’inizio di nuovi progetti che determinano un ulteriore sviluppo dell’azienda. 
Nel 1990 Federico Geremia con il ruolo di direttore generale lancia la prima strategia aziendale di internazionalizzazione. Nel 1997 viene acquisita ABC, società con produzione di pitture e rivestimenti per l’edilizia con sede a Marina di Montemarciano. Nel 2000 entra nel gruppo Eurobeton S.r.l., azienda specializzata nella produzione di colle in polvere per l’edilizia, con sede legale a Latisana. Prosegue la strategia di internazionalizzazione con l’acquisizione di Tjæralin S.A. nel 2005, azienda commerciale norvegese specializzata nella vendita di pitture e vernici per il legno a base acqua e solvente per esterni ed interni. Nel 2010 viene acquisita Novacolor S.r.l., azienda con sede a Forlì, specializzata nella produzione e commercializzazione di finiture decorative per pareti e pavimenti, con una focus sui mercati esteri. Il Colorificio San Marco S.p.A. acquisisce nel 2017 EuroColori S.r.l, produttore di paste per sistemi tintometrici in plant.

### La quarta generazione
Per stare al passo con l’allargamento in atto, nel 2018 l’azienda cambia nome, passando da “Colorificio San Marco S.p.A.” a “San Marco Group S.p.A.”.
Nel 2020, a due anni dall'evoluzione di San Marco Group, Federico Geremia passa il testimone al figlio Pietro Geremia, affidandogli il ruolo di presidente e amministratore delegato, e alle figlie Mariluce, vicepresidente e responsabile HR, e Marta, vicepresidente e CFO, che insieme, tuttora (2024), sono alla guida di San Marco Group.
Nel 2023 San Marco Group e Asian Paints firmano un accordo di partnership strategica per la distribuzione in India. La partnership riguarda l’esportazione di pitture ed intonaci decorativi in co-branding.

## Sostenibilità e innovazione
Negli Anni 1970 vengono lanciati due prodotti innovativi per il mercato: lo smalto murale Unimarc, prima pittura in Italia all’acqua, e la Wall Cream, un’idropittura professionale traspirante applicabile anche in inverno che diventerà il prodotto più venduto dell’azienda. 
Successivamente negli anni 1980 Colorificio San Marco S.p.A. sviluppa il Progetto Ambiente, un progetto di ricerca che ha consentito di abolire l’impiego di composti e pigmenti a base di piombo, cromo, cadmio o mercurio e altri composti classificati come cancerogeni, mutageni o tossici. 

### Progetti futuri
Nel 2022 è nato il progetto biennale OPEN INNOVATION, la prima edizione si è conclusa a marzo 2023 con la premiazione del primo contest ReThink Next Generation Coatings, una call for solutions per lo sviluppo di materie prime all’avanguardia nell’ambito di pitture e vernici.

## Collaborazioni
- Partnership con Fondazione Giorgio Cini, sostegno con restauri di opere di rilievo e borse di studio per lo sviluppo di strumenti digitali per la fruibilità di capolavori, 2023
- Sponsor del Mogliano Rugby, dagli anni ‘80
- Sponsor del Venezia Football Club nel 2021, con il rifacimento dello stadio Pier Luigi Penzo.
- Partecipazione alla fiera Lucca Comics&Games con la presentazione del nuovo manga aziendale “Lionheart”, 2023
- Brâncuși: Romanian Sources and Universal Perspectives al Museo Nazionale d’Arte di Timișoara, Capitale Europea della Cultura 2023. Allestimento a cura di San Marco Romania, con Unimarc Smalto Murale.
- Partnership tecnica di Marsilio Arte, Le Stanze della Fotografia, 2023
- Novacolor è partner di Un bagno di Folla, progetto del Teatro degli Arcimboldi, 2023
- Novacolor è partner tecnico del Padiglione Venezia, alla Biennale di Architettura, dal 2011.

## San Marco Group S.p.A. in Italia e nel mondo
| PAESE      | SEDI /STABILIMENTI    |
| Italia     | 4                     |
| Bosnia     | 1                     |
| Norvegia   | 1 società commerciale |
| Slovacchia | 1 stabilimento        |